# Dailekh (plaats)
Dailekh, tegenwoordig Narayan, is een stad (Engels: municipality; Nepalees: nagarpalika) in het zuidwesten van Nepal, en tevens de hoofdstad van het district Dailekh. De stad telde bij de volkstelling in 1991 3596 inwoners, in 2001 19.446, in 2011 21.110.